# Apple A4
Apple A4は、Appleが開発したPoPである。2010年1月27日にiPad (第1世代)とともに発表され、iPhone 4、iPod touch（第4世代）、Apple TV（第2世代）にも搭載されている。組み込み済の製品のみが販売され、プロセッサ単体での販売はされていない。

## 概要
CPUコアは基本的にサムスンのHummingbirdと同じで、これをアレンジしたSoCにサムスン製の2層のDRAMダイを重ね、全体で3層構造をなしている。Appleが2008年に買収したP.A. Semi社のメンバーも何らかの役割を果たしたと見られている。CPUコアはARMv7-AアーキテクチャベースのCPUとPowerVR SGX 535を実装したチップに、LPDDR SDRAMチップをまとめたパッケージになっている。
Apple A4のCPUコアはARM LtdのオリジナルのCortex-A8に比べ、L2キャッシュが2.5倍の640KB、メモリバスも2倍の64ビット幅となっており、クロック当たりパフォーマンスが高い。これにより、Apple A4を搭載したiPadおよびiPhone 4、iPod touchは、ARM Cortex-A8を搭載したiPhone 3GS、iPod touchに比べ、CPUパフォーマンスが大幅に向上した。
メモリは、LPDDR400、200MHz、デュアルチャンネル（32bit×2）、3.2GB/s。iPhone 4には512MB、それ以外には256MBが搭載された。